# Spulerina marmarodes
Spulerina marmarodes är en fjärilsart som beskrevs av Lajos Vári 1961. Spulerina marmarodes ingår i släktet Spulerina och familjen styltmalar. Inga underarter finns listade i Catalogue of Life.